# Darvel
Darvel (in Scots: Dairvel; in gaelico scozzese: Darbhail) è una cittadina (e, un tempo, burgh) di circa 3 900 abitanti della Scozia centro-occidentale, facente parte dell'area amministrativa dell'East Ayrshire e situata nella valle del fiume Irvine.

## Geografia fisica
Darvel si trova tra Kilmarnock e Drumclog (rispettivamente ad est della prima e ad ovest della seconda), a circa 60 km a sud di Glasgow.

## Società

### Evoluzione demografica
Nel 2014 la popolazione stimata di Darvel era pari a circa 3 900 abitanti.
La località ha conosciuto un incremento demografico rispetto al 2011, quando la popolazione censita era pari 3 871 abitanti, e, soprattutto, rispetto al 2001, quando la popolazione censita era pari a 3 600 abitanti.

## Storia
Darvel venne fondata nel 1752 da John Campbell, IV conte di Loudoun.
La crescita demografica fu rapida e la località contava già 400 abitanti nel 1780, 800 abitanti nel 1819 e 1 360 nel 1841.
A livello internazionale, Darvel è conosciuta per aver dato i natali, nel 1881, ad Alexander Fleming, medico e biologo vissuto tra la fine del XIX secolo e l'inizio del XX, nonché premio Nobel per la medicina nel 1945, grazie alla scoperta della penicillina.

## Monumenti e luoghi d'interesse
- Darvel Central Church, nella Hastings Square[2]
- Municipio[2]

## Sport
- La squadra di calcio locale è il Darvel Football Club[5].

## Darvel nella cultura di massa
- Dalla cittadina prende il nome l'omonimo cratere di Marte.